# Krystian Ziemski
Krystian Marek Ziemski (ur. 24 września 1952, zm. 30 listopada 2023) – polski prawnik, radca prawny, doktor habilitowany nauk prawnych, specjalizujący się w prawie administracyjnym, profesor nadzwyczajny Uniwersytetu im. Adama Mickiewicza w Poznaniu.

## Życiorys
Studia prawnicze ukończył na Wydziale Prawa i Administracji Uniwersytetu im. Adama Mickiewicza w Poznaniu. Stopień doktorski uzyskał w 1985 na podstawie rozprawy pt. Zasady ogólne prawa administracyjnego, za którą otrzymał nagrodę Państwowego Instytutu Prawa w konkursie na najlepszą pracę doktorską (1987). Habilitował się w 2005 na macierzystym wydziale na podstawie oceny dorobku naukowego i rozprawy pt. Indywidualny akt administracyjny jako forma prawna działania administracji.  
W latach 1981−1983 pełnił funkcję pełnomocnika rektora UAM ds. młodzieży. Od 2009 roku jest profesorem nadzwyczajnym w Katedrze Prawa Administracyjnego i Nauk o Administracji na Wydziale Prawa i Administracji UAM. 
27 października 2003 roku został mianowany przez królową Małgorzatę II konsulem honorowym Królestwa Danii w Poznaniu. Swoim okręgiem konsularnym konsulat obejmuje województwo wielkopolskie oraz województwo lubuskie. 
Był członkiem zespołu powołanego przez prezesa Naczelnego Sądu Administracyjnego do spraw opracowania koncepcji modyfikacji postępowania administracyjnego. Ponadto był arbitrem wpisanym na listę Arbitrów Rekomendowanych Sądu Arbitrażowego przy Krajowej Izbie Gospodarczej w Warszawie (2010) oraz mediatorem wpisanym na listę stałych mediatorów w sprawach cywilnych Krajowego Sądu Arbitrażowego w Warszawie (2007). 
Był też członkiem Poznańskiego Towarzystwa Przyjaciół Nauk. Był stypendystą Fundacji im. Heinricha Bölla.  
Odznaczony Krzyżem Kawalerskim Orderu Odrodzenia Polski oraz Krzyżem Kawalerskim duńskiego Orderem Danebroga.  
Od 1992 roku był radcą prawnym, a od 1993 prowadził kancelarię prawną Dr Krystian Ziemski & Partners Kancelaria Prawna spółka komandytowa w Poznaniu. 
Pochowany został na Cmentarzu na Smochowicach w Poznaniu.

## Wybrane publikacje
- Zasady ogólne prawa administracyjnego, wyd. 1989, ISBN 83-232-0103-X
- Indywidualny akt administracyjny jako forma prawna działania administracji, wyd. 2005, ISBN 83-232-1458-1
- Inwestycje infrastrukturalne i ochrona środowiska w prawie energetycznym (współredaktor wraz z P. Lissoniem), wyd. 2014, ISBN 978-83-232-2770-0
- Prawne uwarunkowania rozwoju sektora energetycznego w Polsce (współredaktor wraz z M. Szewczykiem i J. Bujnym), wyd. 2014, ISBN 978-83-232-2704-5
- Dyskrecjonalność w prawie administracyjnym (współredaktor wraz z M. Jędrzejczak), wyd. 2015, ISBN 978-83-232-2861-5
- ponadto rozdziały w pracach zbiorowych i artykuły publikowane w czasopismach prawniczych, m.in. w "Ruchu Prawniczym, Ekonomicznym i Socjologicznym" oraz "Rejencie"[3]